# Zašová

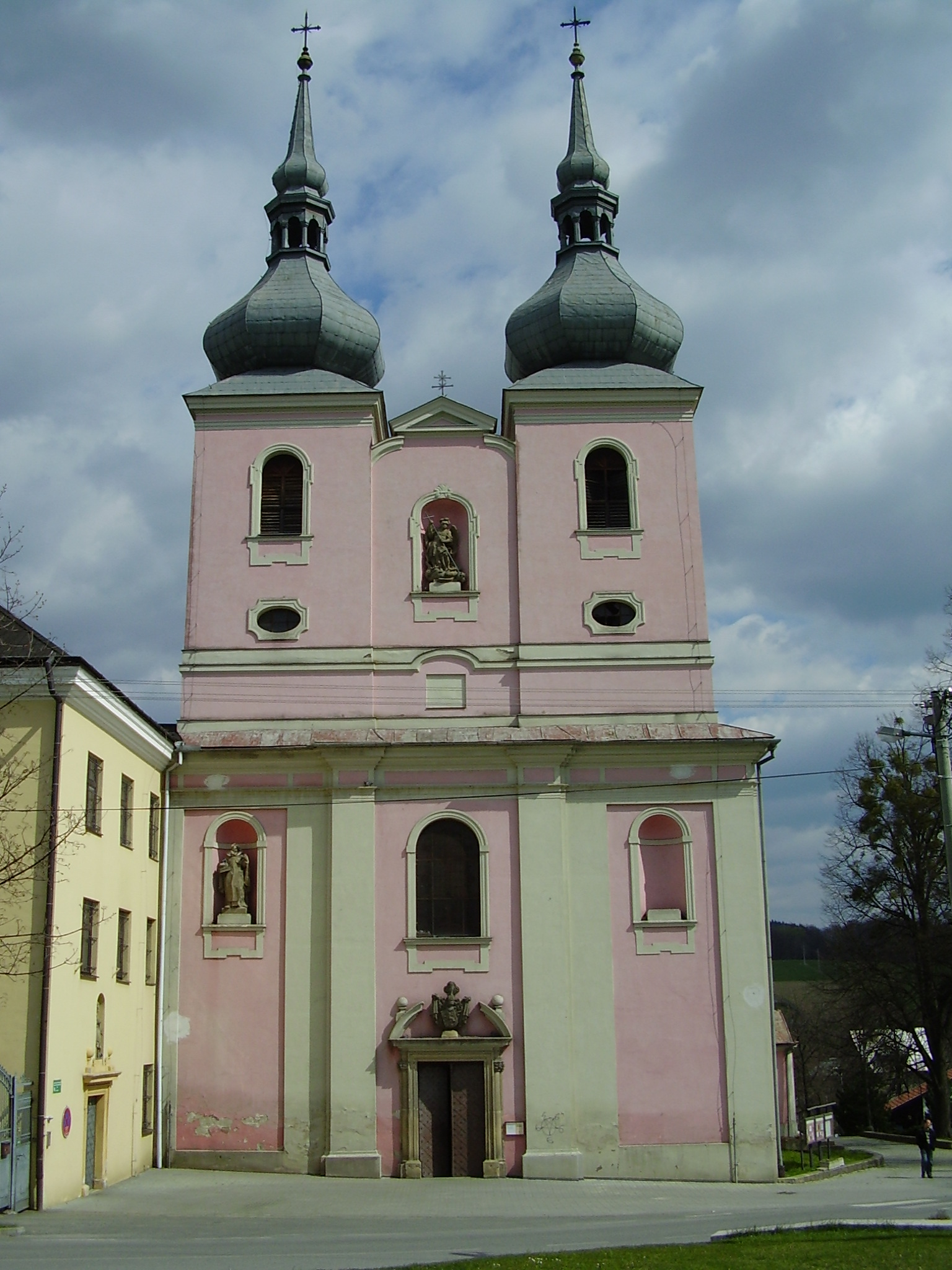
Wallfahrtskirche Mariä Heimsuchung

Zašová (deutsch Saschau, früher Zaschau) ist eine Gemeinde in der Mährischen Walachei in Tschechien. Sie liegt sechs Kilometer östlich von Valašské Meziříčí und gehört zum Okres Vsetín.

## Geographie
Zašová erstreckt sich am südwestlichen Fuße der Veřovické vrchy in der Rožnovská brázda entlang des Baches Zašovský potok bis zu dessen Mündung in die Rožnovská Bečva. Das Dorf liegt am Rande des Landschaftsschutzgebietes CHKO Beskykdy. Nördlich erheben sich der Vlčí vrch (545 m) und die Oprchlice (639 m), im Nordosten der Ostrý vrch (640 m) und Huštýn (748 m), östlich der Pohoř (455 m), im Südosten der Hostýn (416 m) und die Úlehle (466 m), südlich der U Javora (573 m) und die Vrchhůra (692 m), im Westen der Na Hrádcích (344 m) und Černý kopeček (395 m) sowie nordwestlich die Budička (508 m). Im Süden wird Zašová von der Europastraße 442/Staatsstraße I/35 zwischen Krásno nad Bečvou und Rožnov pod Radhoštěm und der Bahnstrecke 281 Valašské Meziříčí – Rožnov pod Radhoštěm durchquert, dort liegt auch die Bahnstation Zašová.
Nachbarorte sind Pod Vlčím, Pod Ostrým, Hodslavice und Mořkov im Norden, Ostrý, Jaština und Porubky im Nordosten, Randůsky, Březovce, Prachovna, Hůrka, Zubří und Hamry im Osten, Na Háji, Vidče und Střítež nad Bečvou im Südosten, Dolansko und Veselá im Süden, Loučky und Hrachovec im Südwesten, Hrádky, Drážky, Krásno nad Bečvou, Pod Hájem und Krhová im Westen sowie U Ovčírny, Jehličná, Kulíšek und Pod Žernovým im Nordwesten.

## Geschichte
Zašová wurde wahrscheinlich zu Beginn des 14. Jahrhunderts gegründet. Die erste schriftliche Erwähnung des zur Herrschaft Rožnov gehörigen Dorfes erfolgte 1370. Das älteste Ortssiegel stammt von 1425. Auf dem Hügel Sovinec befand sich im 15. Jahrhundert eine Jagdburg. Im Jahre 1505 wurde das Dorf als Zassowa, 1511 als Jašove und 1535 als Ziassowu bezeichnet. 1549 erwarben die Herren von Zierotin die Herrschaft Meziříčí-Rožnov. Der Schulunterricht in Zašová begann wahrscheinlich in der ersten Hälfte des 17. Jahrhunderts. Von 1629 ist der Ortsname Zašovic überliefert. Die Kirche mit dem Marienbild bildete seit dem Mittelalter einen vielbesuchten Wallfahrtsort der Walachen. 1675 wurde der Ort als Zassowa bezeichnet. Karl Heinrich von Zierotin ließ 1714 das alte Holzkirchlein abtragen und durch einen barocken Neubau ersetzten. 1722 erfolgte die Gründung des Trinitarierklosters St. Josef, das bis 1793 bestand. Die Bewohner lebten von der Landwirtschaft und Forstarbeit. Später entstanden eine Mühle, Brettsäge sowie Steinbrüche, Keramik- und Holzwarenfabriken. Bis zur Mitte des 19. Jahrhunderts blieb das Dorf immer nach Rožnov untertänig.
Nach der Aufhebung der Patrimonialherrschaften bildete Žassowa/Zaschau ab 1849 eine Gemeinde in der Bezirkshauptmannschaft Meziříčí. Ab 1872 wurde der Ort als Žašová und seit 1881 als Zašová bezeichnet. 1891 entstand die Eisenbahnstation. 1896 wurde eine neue Schule errichtet. Nach der Aufhebung des Okres Valašské Meziříčí wurde die Gemeinde 1960 dem Okres Vsetín zugeordnet. Nach der Einweihung der neuen neunklassigen Schule wurde die alte Schule ab 1963 als Kinderheim genutzt. Zu Beginn des Jahres 1985 wurden Střítež nad Bečvou und Veselá eingemeindet. 1991 löste sich Střítež wieder los. Seit 2000 führt die Gemeinde ein Wappen, das auf dem alten Ortssiegel, dem Zierotiner Löwen und dem Trinitarierkreuz beruht.

## Gemeindegliederung
Die Gemeinde Zašová besteht aus den Ortsteilen Zašová (Saschau) und Veselá (Wessela) sowie den Ansiedlungen Loučky, Pod Hájem, Pod Vlčím und Pod Žernovým.

## Partnergemeinden
- Nová Ľubovňa, Slowakei, seit 2003
- Veľký Meder, Slowakei, seit 2010

Zudem pflegt die Freiwillige Feuerwehr Zašová eine Freundschaft mit der slowakischen Stadt Vrútky.

## Sehenswürdigkeiten
- Wallfahrtskirche Mariä Heimsuchung, errichtet 1714–1725 auf Veranlassung von Karl Heinrich von Zierotin. Das Bildnis der Madonna mit dem Jesuskind am Hauptaltar stammt aus dem Jahre 1450.
- Barocke Statue des hl. Johannes von Nepomuk, vor der Kirche, geschaffen zum Ende des 18. Jahrhunderts
- Kreuz am Weg unter der Kirche, errichtet 1805
- Ehemaliges Trinitarierkloster St. Josef, nach der Klostergründung am 22. Oktober 1722 übergab Karl Heinrich von Zierotin die noch unvollendete Kirche den Trinitariern. Nach deren Fertigstellung errichtete der Orden neben der Kirche die Klostergebäude. 1783 wurde das Kloster im Zuge der Josephinschen Reformen aufgehoben. Die Gebäude dienten danach als Pfarrhaus, Schule und Gewerberäume. 1898 errichtete der Maler Rudolf Schlattauer im Kloster seine Werkstatt für Gobelins und Teppiche, die er 1908 nach Valašské Meziříčí verlegte. Im Jahre 1901 kaufte das St.-Josephs-Stift in Mährisch Ostrau die Gebäude und richtete darin ein Heim für elternlose und behinderte Mädchen ein. Von 1911 bis 1948 bestand im ehemaligen Kloster eine private Mädchenschule. Danach diente es als Sonderschule mit Internat und nach deren Auflösung als Altersheim. Seit 1985 wird das Kloster als Sozialfürsorgeanstalt für geistig behinderte Jugendliche genutzt.
- Wallfahrtsstätte Stračka an der Marienquelle, nordöstlich des Dorfes am Fuße des Ostrý vrch. Einer Legende nach wurde die Kapelle durch einen Ritter als Dank für seine Rettung auf der Flucht vor den Tataren errichtet. Dabei soll ihn die Jungfrau Maria zu der Heilquelle geleitet haben. Im 18. Jahrhundert ließen die Trinitarier an dem Platz eine neue Kapelle mit dem Bildnis der Jungfrau Maria von Zaschau errichten. 1811 entstand ein Durchflusskasten von der Quelle und 1853 wurde ein steinernes Kreuz aufgestellt. 1893 wurde die Stračka mit einer steinernen Mauer umgeben und eine Mariengrotte angelegt. Zwischen 1999 und 2003 erfolgte eine Instandsetzung der Anlage. Das Wasser der Marienquelle besitzt Trinkwasserqualität.
- Gedenkstein für T.G.Masaryk im Park im Unterdorf, errichtet 1998 an der Stelle eines in den 1950er Jahren zerstörten Masaryksteins
- Salzhöhle SALZA, die künstlich mit 20 t Salz aus dem Toten Meer, Pakistan und Wieliczka befüllte Höhle mit einem durch Ventilation erzeugten Mikroklima wird für Inhalationskuren genutzt.
- Kirche des hl. Martin in Veselá, erbaut 1820–1821